# The Decline of Western Civilization
The Decline of Western Civilization (en español, El declive de la civilización occidental) es un documental estadounidense, filmado entre 1979 y 1980, sobre la escena punk en la ciudad de Los Ángeles, California, dirigido por Penelope Spheeris. En 1981, el comandante de policía Daryl Gates escribió una carta solicitando que el documental no se transmitiera más en Los Ángeles, debido a la crudeza de algunas de sus imágenes.
La película es la primera entrega de una trilogía dirigida por Spheeris en la que muestra la cruda realidad de algunos adolescentes en Los Ángeles desde varios puntos de vista. El segundo documental, titulado The Decline of Western Civilization Part II: The Metal Years y lanzado en 1988, se centra en la escena heavy metal en la misma ciudad entre 1986 y 1988. La tercera película, The Decline of Western Civilization III, estrenada en 1998, retrata el estilo de vida de los adolescentes sin hogar a finales de los años noventa.

## Bandas participantes
- Alice Bag Band
  - "Gluttony"
  - "Prowlers in the Night"
- Black Flag
  - "Depression"
  - "Revenge"
  - "White Minority"
- Circle Jerks
  - "Back Against the Wall"
  - "Beverly Hills"
  - "I Just Want Some Skank"
  - "Red Tape"
  - "Wasted"
- Catholic Discipline
  - "Barbee Doll Lust"
  - "Underground Babylon"
- Fear
  - "Beef Bologna"
  - "I Don't Care About You"
  - "I Love Living in the City"
  - "Let's Have a War"
  - "Fear Anthem"
- Germs
  - "Manimal"
  - "Shutdown"
- X
  - "Beyond and Back"
  - "Johnny Hit and Run Paulene"
  - "Nausea"
  - "Unheard Music"
  - "We're Desperate"